# Пенсильванская стачка горняков (1902)

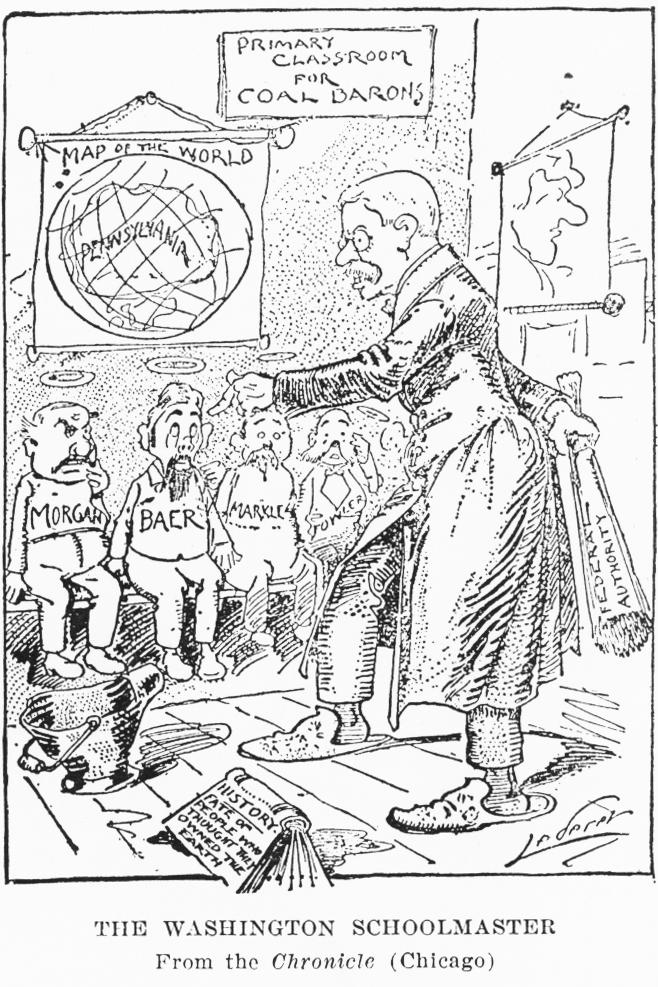
Карикатура времён забастовки, изображающая президента Т. Рузвельта, «поучающего» «угольных баронов».

Пенсильванская стачка горняков, известная также как антрацитовая забастовка, — крупная забастовка шахтёров-угольщиков, длившаяся в период с мая по октябрь 1902 года в Восточной Пенсильвании. Забастовка возглавлялась Джоном Митчеллом, членом Объединённых горняков Америки (UMWA, составляющая АФТ).
К 12 мая 1902 года в забастовке принимали участие уже около 150 тысяч рабочих с угольных шахт штата. Главными требованиями шахтёров были повышение заработной платы на 20 % от текущей, сокращение продолжительности рабочего дня до 8 часов и признание на государственном уровне Объединённого союза горняков в качестве профсоюза. Финансовую поддержку участникам забастовки оказывали работники битуминозных копей штата, отчислявшие часть своего заработка в специально созданный фонд.
Забастовка растянулась на несколько месяцев, в связи с чем запасы угля во многих городах Пенсильвании начали в преддверии зимы 1902/1903 годов резко сокращаться. Переговоры бастующих с властями, оставаясь безрезультатными, принимали по мере развития ситуации всё более острую форму, и в итоге власти штата обратились к тогдашнему президенту США Теодору Рузвельту с просьбой о посредничестве в переговорах, а также угрожали применить против шахтёров войска, чтобы предотвратить угрозу дефицита угля.
В истории США это был первый случай прямого общения главы государства с бастующими. Забастовка завершилась 20 октября 1902 года; горняки добились 10%-го увеличения заработной платы и сокращения продолжительности рабочего дня до 9 часов (эти решения вступили в силу только в марте 1903 года), однако Объединённый союз горняков не получил государственного признания.